# Parc olympique du Segre
Le Parc olympique du Segre est un stade d'eau vive artificiel située à La Seu d'Urgell, dans la communauté autonome de Catalogne, en Espagne. Il a été inauguré le 5 octobre 1990 pour les Jeux olympiques d'été de 1992 à Barcelone. 
Il est utilisé pour la pratique du canoë-kayak en eaux vives et en eaux calmes, du slalom, pour une pratique récréative ou en compétition; ainsi que pour le rafting et l'hydrospeed.
Le parcours de compétition en eau vive mesure 300 m de long, avec un dénivelé de 6,5 m, soit une pente de 2,2% ou 22 m/km. Le débit naturel de la rivière Sègre est détourné en partie grâce à un barrage de dérivation en amont. Dans des conditions de faible débit, quatre pompes de 300 kilowatts peuvent ajouter jusqu'à 12 m³/s au débit du cours, afin de l'augmenter au maximum du cours de 17,5 m³/s. Lorsque le parcours n'est pas utilisé, ou lorsque le débit naturel dépasse 17,5 m³/s, les pompes sont inversées et tournent en mode turbine pour produire de l'électricité pour la ville.

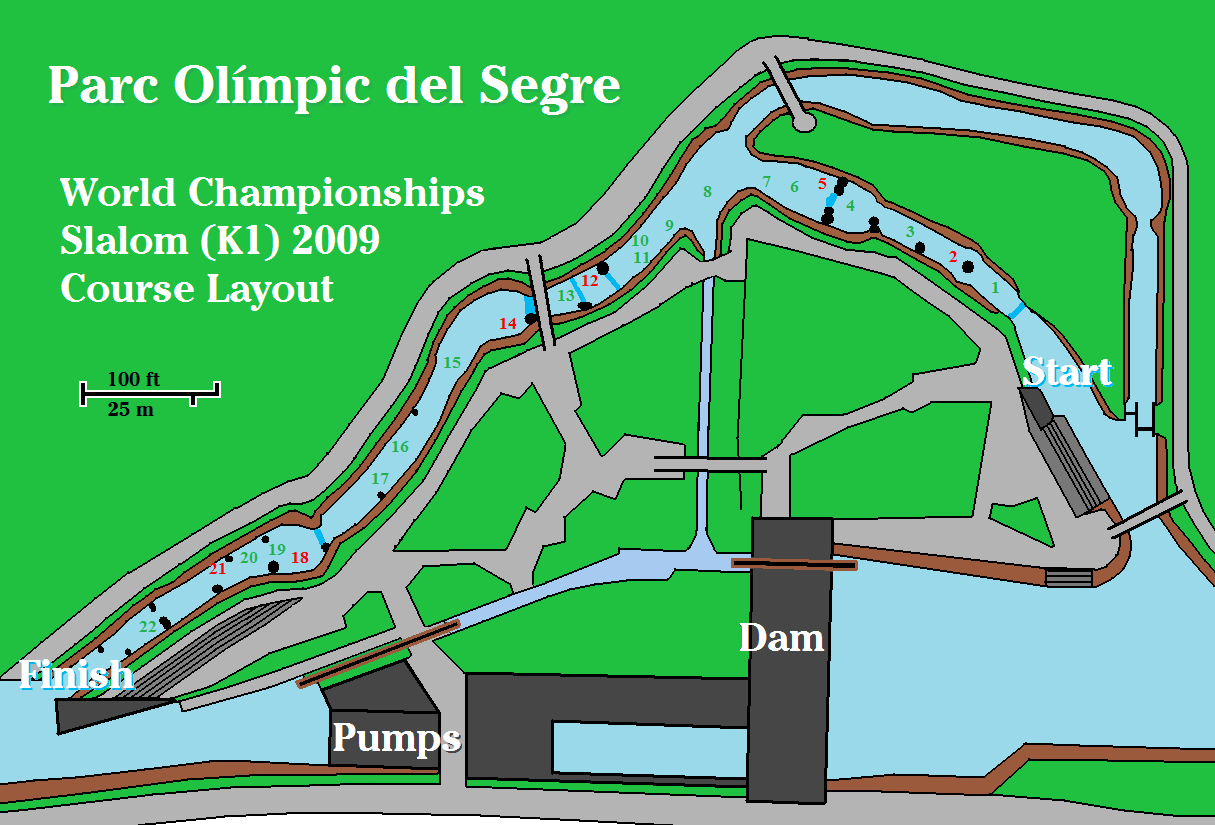
Aménagement des portes de slalom pour la course finale de kayak (K1) des Championnats du monde de 2009

Le stade dispose d'un parcours débutant de 130 mètres, d'une dénivelé est de 1,5 m pour une pente de 1,2% ou 12 m/km. Le débit pour le cours pour débutants est de 3 à 10 m³/s.
Le parc possède également un canal d'eau d'alimentation de 650 m de long qui transporte l'eau de la rivière vers le stade. Ce canal est utilisé pour l'entraînement et la compétition en eaux calmes.
Les championnats du monde de slalom s'y sont déroulés en 1999 et 2009, le championnat d'Europe de slalom en 2011 et le stade accueille régulièrement des épreuves de la coupe du monde de slalom.